# Бјела (округ)
Округ Бјела (итал. Provincia di Biella) је округ у оквиру покрајине Пијемонт у северозападној Италији. Седиште округа покрајине и највеће градско насеље је истоимени град Бјела.
Површина округа је 913 км², а број становника 187.380 (2008. године).

## Природне одлике
Округ Бјела се налази у северозападном делу државе, без излаза на море. Јужна половина округа је равничарског и валовитог карактера, у области Падске низије. Северни део чине планине предњих Алпа.

## Становништво
По последњим проценама из 2008. године у округу Бјела живи близу 190.000 становника. Густина насељености је изузетно велика, преко 200 ст/км². Посебно је густо насељено подручје уз град Бјела.
Поред претежног италијанског становништва у округу живе и велики број досељеника из свих делова света.

## Општине и насеља
У округу Бјела постоји 82 општине (итал. Comuni).
Најважније градско насеље и седиште округа је град Бјела (46.000 становника) у средишњем делу округа.